# 160 (dichtvorm)
Een 160 is een gedicht van exact 160 tekens, inclusief spaties en leestekens. Deze dichtvorm, bedacht door Sofie Cerutti, wordt ook wel 'sms-gedicht' genoemd.
Het aantal tekens is gebaseerd op het oorspronkelijke maximale aantal dat per sms-bericht kan worden verzonden.
Een zelfrefererend voorbeeld:

er was eens een
juffrouw sofie
die bedacht
pardoes vanuit
het blote niets
een compleet
verse versvorm
voor mobiele
telefonie
en de rest?
tja, de rest is
geschie

Op 25 januari 2007 schreef de krant nrc.next ter gelegenheid van de Nationale Gedichtendag voor het eerst een 160-wedstrijd uit. Er kwamen op die ene dag zo'n 500 inzendingen binnen, waarbij ook bekende dichters zich niet onbetuigd lieten.
Winnares werd striptekenares Gerrie Hondius uit Haarlem met:

kastelein voer mij
brood en dronken
tot ik balorig de toog lik
de borsten ontbloot
de notabelen bijt
en mijn handel verkwansel
jouw hongerend vlees
mij bevrijdt

Op 31 januari 2008 werd de wedstrijd geprolongeerd. Ditmaal bestond de oogst uit 700 inzendingen, en ging de prijs van 1000 euro naar de veertigjarige Albert Bobeldijk uit Hoorn, die onder het pseudoniem Kapitein Lafbek deze 160 inzond:

Ik zit in jouw luie stoel. Ik
zet al je kanalen op sneeuw.
Ik zet mezelf op 1. Je smeert
toastjes voor me. Alsof ik ik
niet ben. Alsof ik je geen
geintjes flik.